# Demografie Äthiopiens

Bevölkerungspyramide Äthiopiens (2017)

Mit einer Einwohnerzahl von 112 Millionen Einwohnern im Jahre 2019 stand Äthiopien auf Platz 12 in der Rangliste der Länder nach Einwohnerzahl und ist das zweitbevölkerungsreichste Land auf dem afrikanischen Kontinent. Es ist außerdem der bevölkerungsreichste Binnenstaat der Welt. Das jährliche Bevölkerungswachstum betrug 2018 ca. 2,6 Prozent und ist damit sehr hoch. Dank sinkender Sterblichkeit und hoher Geburtenraten hat sich die Bevölkerung seit dem Jahre 1950 mehr als vervierfacht. Das schnelle Bevölkerungswachstum in Äthiopien setzt die Landressourcen zunehmend unter Druck. Äthiopien erlebte in der Vergangenheit bereits mehrere schwere Hungersnöte. Mit der positiven wirtschaftlichen Entwicklung des Landes ab Beginn des 21. Jahrhunderts konnten der Hunger und die damit verbundene extreme Armut allerdings deutlich zurückgedrängt werden. Zwischen 2000 und 2017 sank der Anteil der unterernährten Personen von 52 auf 20,6 Prozent. Inzwischen ist auch ein Trend zu kleineren Familien zu verzeichnen, weshalb das relative Wachstum sehr langsam zu sinken beginnt. Auch die Lebenserwartung konnte deutlich gesteigert werden, während deutlich weniger Kinder und Mütter bei der Geburt starben und deutlich mehr Kinder zur Schule gehen. Mit einem Medianalter der Bevölkerung von 19,8 Jahren hat das Land eine Bevölkerungsstruktur, welches für ein afrikanisches Entwicklungsland typisch ist, und befindet sich noch am Anfang des demografischen Übergangs. Äthiopien ist ein überwiegend landwirtschaftlich geprägtes Land und mehr als 80 % der Bevölkerung leben in ländlichen Gebieten. Inzwischen steigt die Urbanisierung allerdings an. Das mit Abstand größte Bevölkerungszentrum bildet die Hauptstadt Addis Abeba mit knapp 4 Millionen Einwohnern.
Die Wurzeln des heutigen äthiopischen Staates reichen bis auf das antike Aksumitische Reich zurück, welche den Ursprung der heutigen äthiopischen Kultur bildet. Obwohl Äthiopien einer der wenigen natürlichen Nationalstaaten in Afrika ist und nie vollständig kolonialisiert wurde, ist seine Bevölkerung nicht homogen. Es gibt im Land eine Vielzahl an ethnischen Gruppen und Sprachen und alle drei abrahamitischen Religionen sind mit einer nennenswerten Anhängerschaft vertreten. Die meisten Völker des Landes sprechen Afroasiatische Sprachen und weisen eine Verwandtschaft mit der Bevölkerung Eritreas, Somalias und der Arabischen Halbinsel auf. Es gibt in Äthiopien allerdings auch nilotische Völker, welche sich in Sprache und Kultur deutlich von der Mehrheitsbevölkerung unterscheiden. Die jüngere Geschichte Äthiopiens ist von den komplexen Beziehungen der verschiedenen Volksgruppen untereinander geprägt und war nicht frei von Spannungen.
Die erste Volkszählung in Äthiopien wurde im Jahre 1984 durchgeführt. Ältere Bevölkerungszahlen sind deshalb Schätzungen. Die letzte Volkszählung fand im Jahr 2007 statt und ergab eine Einwohnerzahl von 73,7 Millionen. Die Volkszählung war allerdings politisch umstritten und es soll die Bevölkerung verschiedener Regionen gezielt nach unten manipuliert worden sein. Eine weitere Volkszählung war für das Jahr 2017 angekündigt, musste allerdings bisher mehrmals verschoben werden.

## Geburten und Todesfälle
Folgende Tafel gibt Überblick über die Langfristige periodische Entwicklung der Geburten und Todesfälle.
| Periode   | Anzahl Geburten | Anzahl Geburten je 1000 Personen | Anzahl Todesfälle | Anzahl Todesfälle je 1000 Personen | Fertilität pro Frau | Kindersterblichkeit je 1000 Geburten |
| --------- | --------------- | -------------------------------- | ----------------- | ---------------------------------- | ------------------- | ------------------------------------ |
| 1950–1955 | 4.689.000       | 49,3                             | 2.850.000         | 29,9                               | 7,17                | 333                                  |
| 1955–1960 | 5.034.000       | 47,8                             | 2.810.000         | 26,7                               | 6,90                | 305                                  |
| 1960–1965 | 5.659.000       | 48,0                             | 2.776.000         | 23,5                               | 6,90                | 270                                  |
| 1965–1970 | 6.360.000       | 47,6                             | 2.917.000         | 21,8                               | 6,87                | 250                                  |
| 1970–1975 | 7.406.000       | 48,6                             | 3.195.000         | 21,0                               | 7,10                | 237                                  |
| 1975–1980 | 8.213.000       | 48,5                             | 3.526.000         | 20,8                               | 7,18                | 230                                  |
| 1980–1985 | 9.335.000       | 49,3                             | 4.073.000         | 21,5                               | 7,42                | 237                                  |
| 1985–1990 | 10.682.000      | 48,3                             | 4.212.000         | 19,0                               | 7,37                | 212                                  |
| 1990–1995 | 12.237.000      | 46,6                             | 4.535.000         | 17,3                               | 7,09                | 190                                  |
| 1995–2000 | 14.015.000      | 45,5                             | 4.683.000         | 15,2                               | 6,83                | 156                                  |
| 2000–2005 | 14.800.000      | 41,5                             | 4.528.000         | 12,7                               | 6,18                | 123                                  |
| 2005–2010 | 15.288.000      | 37,3                             | 3.944.000         | 9,6                                | 5,45                | 91                                   |
| 2010–2015 | 16.371.000      | 34,7                             | 3.576.000         | 7,6                                | 4,85                | 68                                   |
| 2015–2020 | 17.572.000      | 32,6                             | 3.594.000         | 6,7                                | 4,13                | 55                                   |

## Bevölkerungsentwicklung
Die Bevölkerung des heutigen Äthiopiens wurde im Jahre 1800 auf unter drei Millionen Einwohner geschätzt. Bis 1900 stieg sie auf knapp unter neun Millionen Einwohner an und betrug im Jahr 1950 bereits 18 Millionen. Ein Bevölkerungsboom ereignete sich in der zweiten Hälfte des 20. Jahrhunderts trotz mehrerer Hungersnöte. Grund hierfür waren eine sinkende Sterblichkeit, welche der Einführung moderner Medizin zu verdanken war. Im Jahr 2015 überschritt die Einwohnerzahl laut Berechnungen die Marke von 100 Millionen. Die Anzahl der Kinder pro Frau betrug 2011 4,6 und reichte von 1,5 im städtischen Addis Ababa bis 7,1 in der armen Region Somali. Die Anzahl der Kinder beginnt zwar langsam zu sinken, allerdings sinkt auch die Kindersterblichkeit und die Bevölkerung ist weiterhin sehr jung, wodurch das Wachstum der Gesamtbevölkerung weiterhin hoch bleibt. Beruhend auf aktuellen Trends zu Sterblichkeit, Geburten und Migration geht die Population Division der Hauptabteilung Wirtschaftliche und Soziale Angelegenheiten der Vereinten Nationen von über 205 Millionen Einwohnern im Jahre 2050 aus.
| Jahr | Einwohnerzahl |
| ---- | ------------- |
| 1800 | 2.950.000     |
| 1850 | 4.520.000     |
| 1900 | 8.990.000     |
| 1910 | 10.320.000    |
| 1920 | 11.860.000    |
| 1930 | 13.650.000    |
| 1940 | 15.730.000    |
| 1950 | 18.230.000    |
| 1960 | 22.150.000    |
| 1970 | 28.410.000    |
| 1980 | 35.140.000    |
| 1990 | 47.890.000    |
| 2000 | 66.220.000    |
| 2010 | 87.640.000    |
| 2019 | 112.080.000   |

## Bevölkerungsverteilung

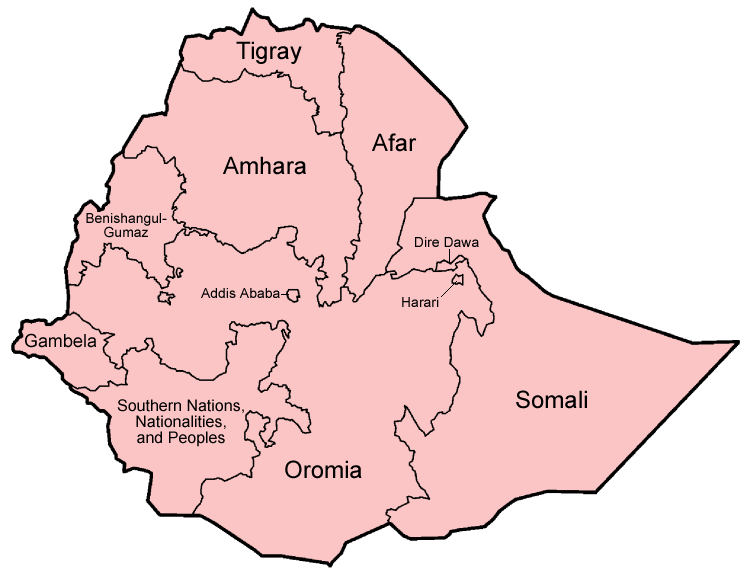
Regionen Äthiopiens

Die höchste Bevölkerungsdichte findet sich im Hochland des Nordens und in der Mitte des Landes, insbesondere in der zentral gelegenen Hauptstadt Addis Abeba. Der äußerste Osten und Südosten sind nur dünn besiedelt. Äthiopien ist seit 1998 in neun Regionen und zwei regionsunabhängige Städte gegliedert. Die Regionen sind dabei nach ethnischen und kulturellen Linien gezogen. So bilden in der Region Somali die Volksgruppe der Somali die Mehrheit. Die Verfassung garantiert den Regionen weitgehende Machtbefugnisse. Die Regionen können ihre eigene Regierung stellen und ihre eigene demokratische Organisation im Rahmen der Verfassung des Bundes erlassen. Jede Region hat ihr eigenes Parlament, in welches die Abgeordneten aus den Distrikten direkt gewählt werden. Die Regionalparlamente haben entsprechende legislative und exekutive Befugnisse, die inneren Angelegenheiten der Bundesstaaten zu regeln. Artikel 39 der äthiopischen Verfassung räumt zumindest theoretisch jeder Region das Recht ein, sich von Äthiopien zu lösen (Sezessionsrecht). Es gibt zudem starke politische Forderungen nach der Schaffung neuer Regionen für Ethnien, welche noch nicht mit einer eigenen Region repräsentiert sind.
Regionen von Äthiopien
| Region            | Einwohnerzahl (1994) | Einwohnerzahl (2007) | Ethnien                                 |
| ----------------- | -------------------- | -------------------- | --------------------------------------- |
| Addis Ababa       | 2.112.737            | 2.739.551            | Amharen, Oromo, Gurage, Tigray u. a.    |
| Afar              | 1.106.383            | 1.390.273            | Afar                                    |
| Amhara            | 13.834.297           | 17.221.976           | Amharen                                 |
| Benishangul-Gumuz | 460.459              | 784.345              | Berta, Gumuz                            |
| Dire Dawa         | 251.864              | 341.834              | Oromo, Amharen, Somali                  |
| Gambela           | 181.862              | 307.096              | Nuer, Anuak                             |
| Harar             | 131.139              | 183.415              | Aderi, Oromo, Somali                    |
| Oromia            | 18.732.525           | 26.993.933           | Oromo                                   |
| Somali            | 3.152.704            | 4.445.219            | Somali                                  |
| SNNPR             | 3.136.267            | 4.316.988            | Sidama, Wolaytta, Hadiyya, Gurage u. a. |
| Tigray            | 10.377.028           | 14.929.548           | Tigray                                  |

## Ethnische Gruppen

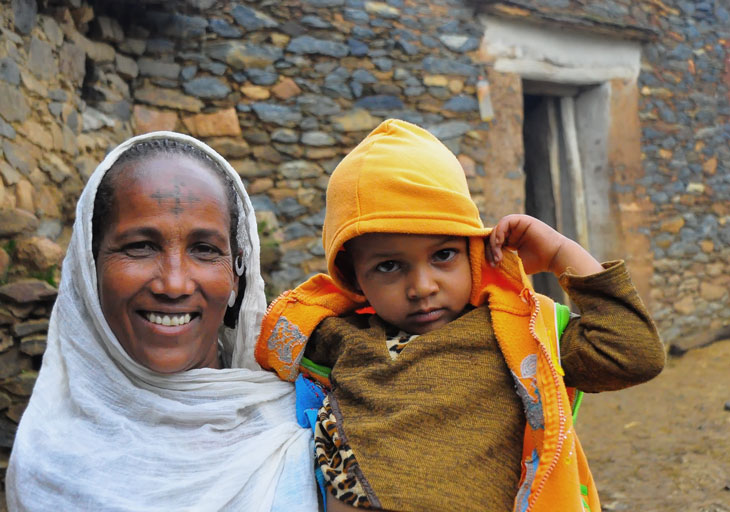
Tigrinya

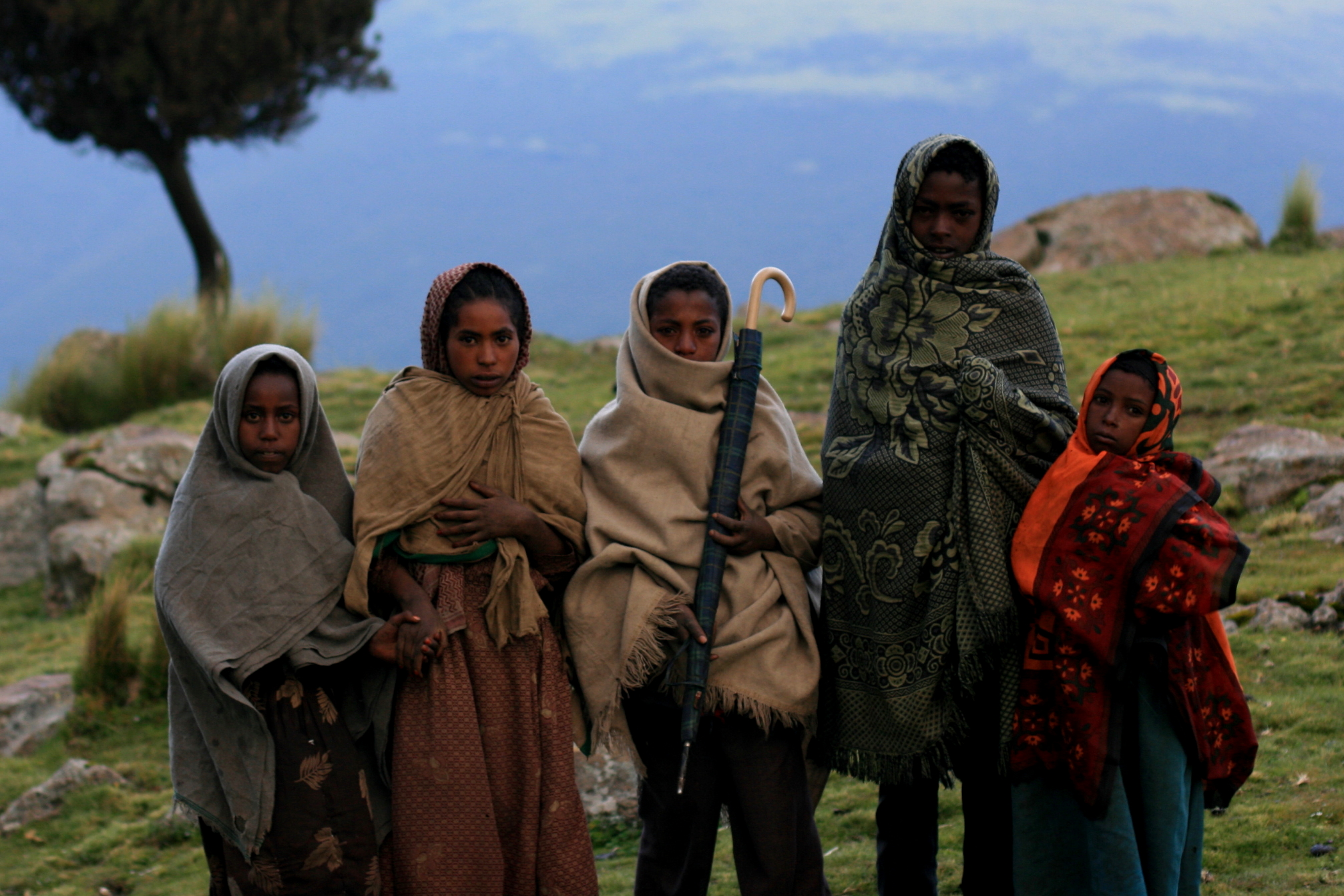
Amhara

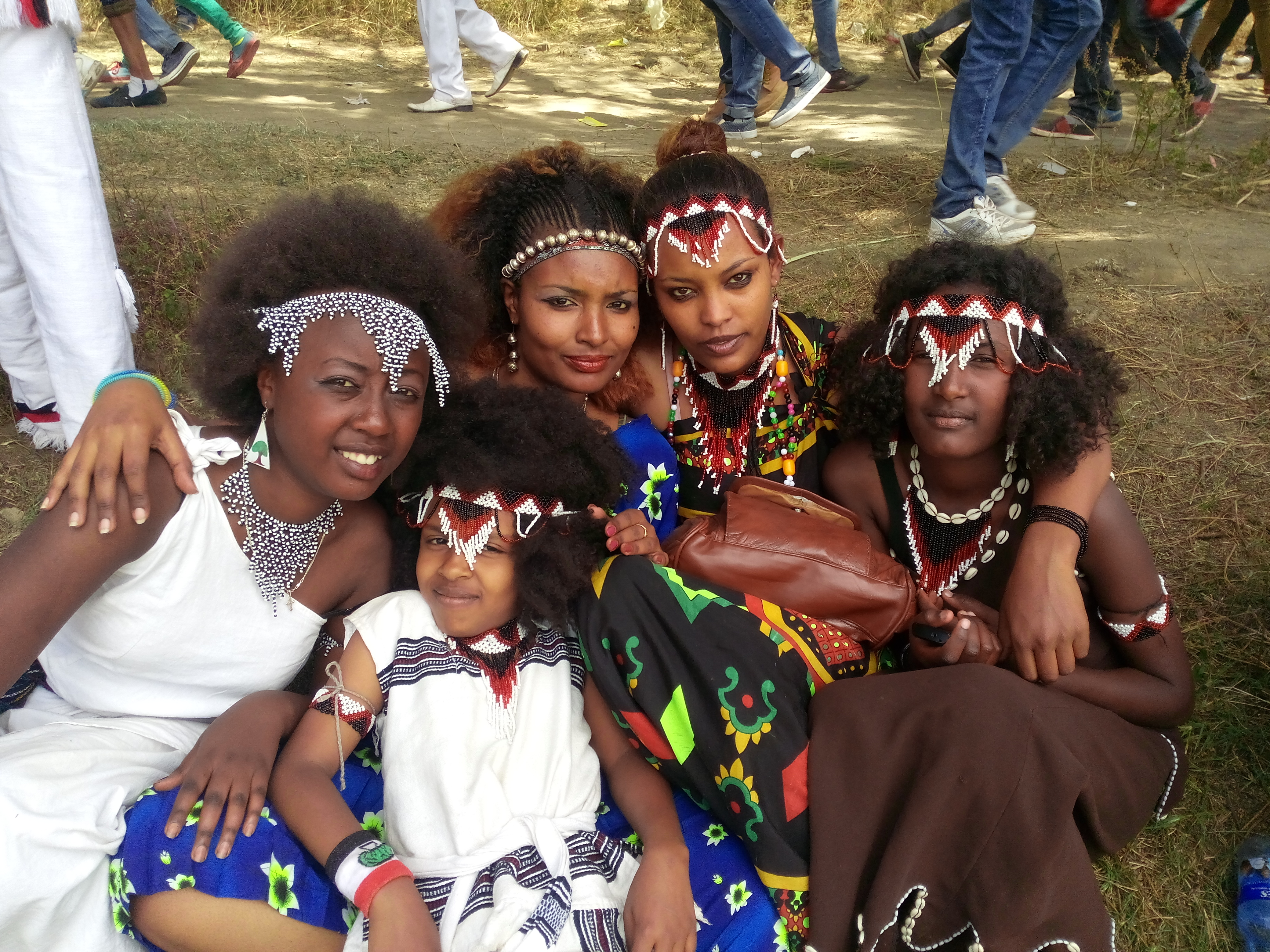
Oromos

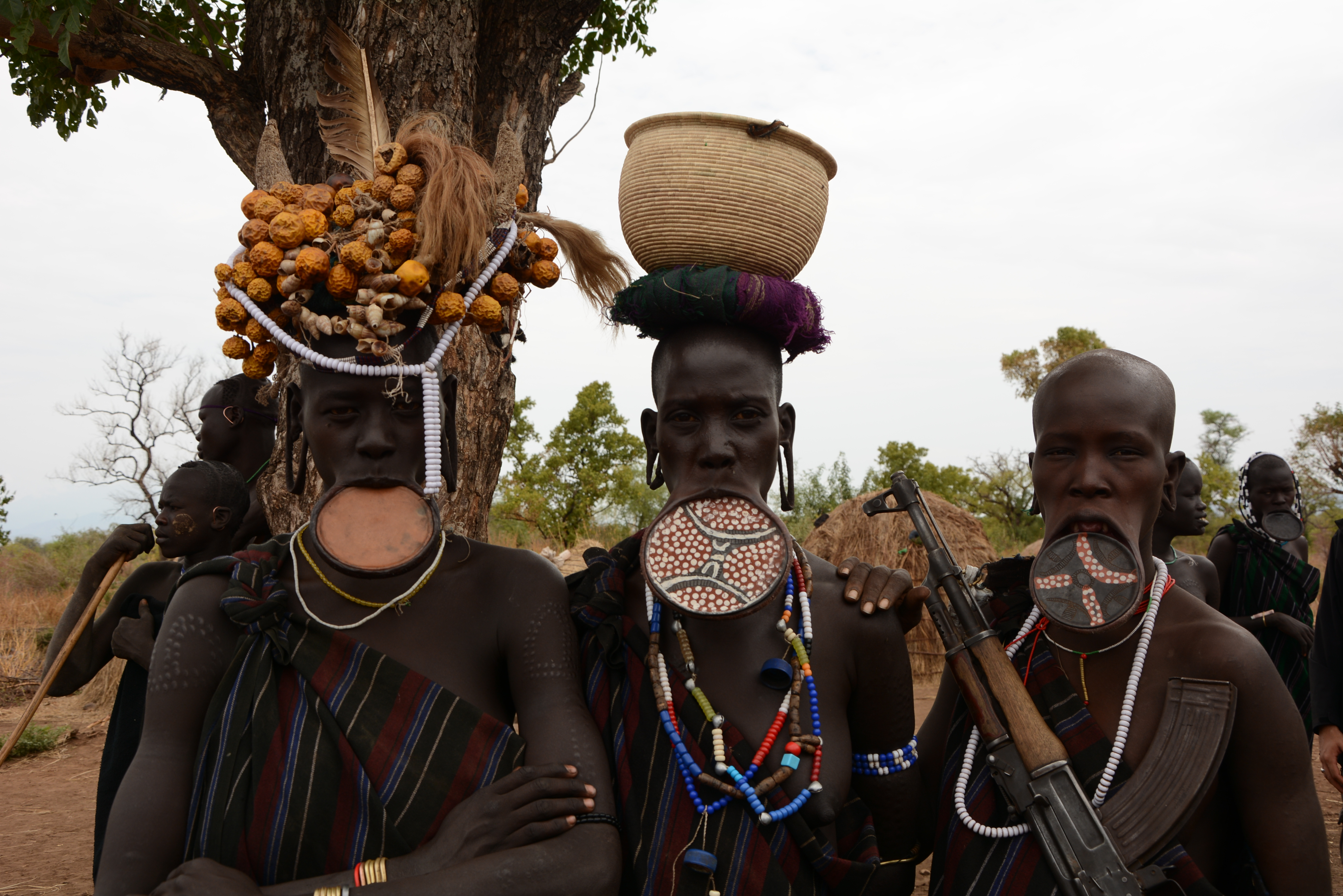
Mursi in Südäthiopien

Die Bevölkerung Äthiopiens ist äußerst vielfältig und umfasst über 80 verschiedene ethnische Gruppen. Viele Gruppen sind zudem in weitere Stämme, Clans und Untergruppen gegliedert, so dass das Land ein ethnolinguistisches Mosaik ergibt. Die überwiegende Mehrheit der Ethnien gehört zu den semitischen, kuschitischen oder omotischen Gruppen, die alle Sprachen der afroasiatischen Sprachfamilie sprechen. Eine kleine Anzahl von Völkern gehört zu einer vierten Gruppe, den Niloten, welche Sprachen der nilosaharanischen Sprachfamilie sprechen. Die Semiten umfassen u. a. die Amharen, Tigrinya, Gurage, Harari und Silt’e. Zu den Kuschiten gehören u. a. die Oromo, Somali, Agau, Kimanti, Saho, Afar und Sidama. Zu den Omoten gehören u. a. die Wolaytta, Gamo und Dorze und zu den Niloten gehören u. a. die Agnuak, Nuer, Megengir, Berta und Gumuz. Die traditionell vorherrschende Gruppe waren die im Norden und im Zentrum beheimateten Amharen, welche die Angehörigen der Salomonischen Dynastie stellte, welche Äthiopien für 700 Jahre beherrschte. Unter Kaiser Menelik II. dehnte sich Äthiopien im 19. Jahrhundert nach Süden und Osten aus, durch die Eroberung der westlichen Oromo (heute Shoan Oromo), Sidama, Gurage, Wolayta und anderer Gruppen, was zu den Grenzen des modernen Äthiopiens führte und ihn zu einem noch stärker gemischten Staat machten. Die Vorherrschaft der Amharen, welche heute noch ca. 27 Prozent der Bevölkerung stellen, führte im in den 1970er Jahren zur Gründung der Oromo-Befreiungsfront und dem Bürgerkrieg, welcher den Sturz des letzten Kaisers Haile Selassie 1974 einleitete. Danach wurde das marxistische Derg-Regime unter Mengistu Haile Mariam etabliert. 1977 marschierte Somalia in Ostäthiopien ein und versuchte, die Region Ogaden zu annektieren, welche mehrheitlich von Somalis besiedelt wird, wurde aber von äthiopischen, sowjetischen und kubanischen Streitkräften zurückgedrängt. Äthiopien erlebte nach schweren Hungersnöten einen erneuten Bürgerkrieg, der 1991 zum Sturz der Derg führte. Das neue Regime wurde von der Angehörigen der Volksbefreiungsfront von Tigray angeführt, welche die Ethnie der Tigrinya repräsentieren. Die Volksbefreiungsfront von Tigray hatte sich 1998 mit der Demokratischen Organisation des Oromovolkes in Oromia, der National-Demokratischen Bewegung der Amharen  in Amhara, der Demokratischen Front der Südäthiopischen Völker in der Region der südlichen Nationen, Nationalitäten und Völker zur neuen Einheitspartei Revolutionäre Demokratische Front der Äthiopischen Völker zusammengeschlossen. Die Tigrinya spielten daraufhin eine beherrschende Rolle in dem neuen Staatsapparat zulasten der Amharen und Oromo. 1998 wurde schließlich ein ethnischer Föderalismus eingeführt, welcher das Land in auf ethnolinguistischen Kriterien basierende autonome Regionen aufteilte. Politik und Gesellschaft bleiben allerdings weiterhin entlang ethnischen Linien gespalten. Streit um knapper werdendes Land und Ressourcen führt zu vermehrten Konflikten zwischen Volksgruppen und im Land sind weiterhin bewaffnete ethnische Milizen aktiv, welche separatistische Ziele verfolgen. In den letzten Jahren kam es vermehrt zu Konflikten in der Region Oromia, wo die Oromo sich als zahlenmäßig größtes Volk des Landes als von der Zentralregierung marginalisiert ansehen. Unter dem Ministerpräsidenten Abiy Ahmed, welcher halber Oromo und halber Amhara ist und 2018 sein Amt antrat, sollten ethnische Unterschiede in der Politik keine Rolle mehr spielen und die ethnisch basierte Demokratische Front der Äthiopischen Völker wurde inzwischen aufgelöst. Ab 2019 verschärften sich die Konflikte aber und 3 Millionen Menschen wurden bei ethnischen Konflikten in Südäthiopien und der Region Oromia vertrieben und in Tigray brach ein Bürgerkrieg aus.
Die meisten Völker Äthiopiens unterscheiden sich deutlich von Populationen im Rest von Afrika südlich der Sahara. Genetische Studien über Äthiopier, die semitischen und kuschitischen ethnischen Gruppen angehören, die zumeist aus dem Norden des Landes stammen (die Oromo, Amhara, Tigray und Gurage), schätzen, dass etwa 40 % ihrer autosomalen Abstammung von einer alten nicht-afrikanischen Einwanderung aus dem Nahen Osten abstammen und etwa 60 % autochthoner ostafrikanischer Herkunft sind. Eine autosomale DNA-Studie, die auf einer Clusteranalyse basierte und eine kombinierte Probe von Amhara und Oromo untersuchte, fand heraus, dass 62 % der Äthiopier aufgrund ihrer Gene in denselben Cluster von aschkenasischen Juden, Norwegern und Armeniern fallen. Nur 24 % der Äthiopier gehörten zur selben Gruppe mit afrikanischen Bantus.
| Ethnische Gruppe | Sprachfamilie | Zensus 2007 | Zensus 2007 |
| Ethnische Gruppe | Sprachfamilie | Anzahl      | %           |
| ---------------- | ------------- | ----------- | ----------- |
| Oromo            | Afroasiatisch | 25.489.024  | 34,49       |
| Amhara           | Afroasiatisch | 19.870.651  | 26,89       |
| Somali           | Afroasiatisch | 4.581.794   | 6,21        |
| Tigrinya         | Afroasiatisch | 4.483.892   | 6,07        |
| Sidama           | Afroasiatisch | 2.966.474   | 4,01        |
| Gurage           | Afroasiatisch | 1.867.377   | 2,53        |
| Wolaytta         | Omotisch      | 1.707.079   | 2,51        |
| Hadiyya          | Afroasiatisch | 1.284.373   | 1,74        |
| Afar             | Afroasiatisch | 1.276.374   | 1,73        |
| Gamo             | Omotisch      | 1.107.163   | 1,50        |
| Gedeo            | Afroasiatisch | 986.977     | 1,34        |
| Silt’e           | Afroasiatisch | 940.766     | 1,27        |
| Kafficho         | Omotisch      | 870.213     | 1,18        |
| Sonstige         |               | 6.318.775   | 8,53        |
| Gesamt           | Gesamt        | 73.750.932  | 100         |

## Sprachen
Laut SIL International gibt es in Äthiopien 86 einzelne Sprachen, wobei laut der äthiopische Volkszählung von 1994 77 Sprachen lokal gesprochen wurden. Insgesamt werden bis zu 200 Sprachen und Dialekte gesprochen. Einige der Sprachen des Landes sind vom Aussterben bedroht, während andere über viele Millionen Sprecher verfügen. Verschiedene Regionen des Landes haben oft eigene regionale Amtssprachen. Die meisten dieser Sprachen gehören zur afroasiatischen Familie, darunter semitische, kuschitische und omotische Sprachen. Darüber hinaus werden nilotische Sprachen, welche Teil der nilosaharischen Sprachenfamilie sind, gesprochen. In Bezug auf Schriftsysteme ist Äthiopiens Hauptorthographie die Ge'ez-Schrift. Als Abugida für mehrere Landessprachen eingesetzt, wurde es erstmals im 6. und 5. Jahrhundert v. Chr. verwendet. Im Laufe der Jahre wurden auch andere Schriftsysteme von verschiedenen äthiopischen Gemeinschaften verwendet. Dazu gehört die arabische Schrift zum Schreiben einiger äthiopischer Sprachen, die von muslimischen Bevölkerungsgruppen gesprochen werden und auch lateinische Schrift wird für einige Sprachen des Landes benutzt.
Laut der äthiopischen Volkszählung von 2007 sind die häufigsten Muttersprachen: Oromo mit 24.930.424 Sprechern oder 33,80 % der Bevölkerung, Amharisch mit 21.634.396 oder 29,30 % der Bevölkerung, Somali mit 4.609.274 oder 6,25 %, Tigrinya mit 4.324.476 oder 5,86 %, Sidamo 2.981.471 oder 4,84 %, Wolaytta 1.627.784 oder 2,21 %, Gurage mit 1.481.783 oder 2,01 %, und Afar mit 1.281.278 oder 1,74 %. Arabisch, das ebenfalls zur afroasiatischen Sprachfamilie gehört, wird in einigen Gebieten Äthiopiens ebenfalls verstanden. Viele muslimische Äthiopier können nämlich aufgrund ihres religiösen Hintergrunds auch Arabisch sprechen. Englisch ist die am häufigsten gesprochene Fremdsprache, die auch an vielen Schulen unterrichtet wird. In Äthiopien hat sich mit der Zeit eine Art sprachlicher Föderalismus gebildet und Regionen haben ihre eigenen Verkehrssprachen.
Die Grenzen einzelner Bundesstaaten wurden entlang von Sprachgrenzen gezogen und hier dienen die regionalen Sprachen Oromo, Tigrinya, Somali, Afar und Harari als Arbeitssprache der Behörden; Amharisch ist neben der Region Amhara auch in den ethnisch und sprachlich gemischten Regionen Gambela, Benishangul-Gumuz und in der Region der südlichen Nationen, Nationalitäten und Völker Arbeitssprache. Englisch ist die Unterrichtssprache in den weiterführenden Schulen. Weitere Sprachen wie Sidama und Kafficho werden lokal in den Grundschulen verwendet. Amhara ist die Amtssprache des Landes. 2020 beschloss die Regierung Äthiopiens die Zulassung von Oromo, Tigrinya, Somali und Afar als weitere Amtssprachen auf Bundesebene.

## Religion
In Äthiopien wird eine große Vielfalt an Religionen und Glaubensrichtungen ausgeübt. Die große Mehrheit der Bevölkerung sind Anhänger der monotheistischen abrahamitischen Religionen. Bei einer Umfrage aus dem Jahre 2018 gaben 98 % der Äthiopier an, dass Religion für sie wichtig ist, was zu den höchsten Werten der Welt gehört. Das Christentum (äthiopisch-Orthodoxe, Pentay, römisch-katholisch) ist mit 62,8 % der Bevölkerung die größte Religion des Landes, gefolgt vom Islam mit 33,9 %. Es gibt auch eine sehr alte, aber kleine jüdische Gemeinde, die Beta Israel. Einige Anhänger des Bahá'í-Glaubens existieren ebenfalls in einer Reihe von städtischen und ländlichen Gebieten. Darüber hinaus gibt es einige Anhänger traditioneller Glaubensrichtungen, die hauptsächlich im Südwesten des Landes leben.
Laut der 2007 durchgeführten Volkszählung waren über 32 Millionen Menschen oder 43,5 % äthiopisch-orthodoxe Christen, über 25 Millionen oder 33,9 % waren Muslime, 13,7 Millionen und 18,6 % waren Protestanten und unter zwei Millionen oder 2,6 % waren Anhänger traditioneller Religionen. Weder in der Volkszählung von 2007 noch in der Volkszählung von 1994 wurden Antworten detaillierter gemeldet: Beispielsweise wurden diejenigen, die sich als Hindus, Juden, Bahá'í, Agnostiker oder Atheisten identifizierten, als Sonstige gezählt. Laut dem Ergebnis der Volkszählung waren Protestanten und Muslime die am schnellsten wachsenden religiösen Gruppen im Land.
Das Königreich Aksum im heutigen Äthiopien und Eritrea war eines der ersten christlichen Länder der Welt, nachdem es im 4. Jahrhundert das Christentum, repräsentiert von der Äthiopisch-orthodoxen Kirche, offiziell als Staatsreligion angenommen hatte. Äthiopien war eine der wenigen Regionen Afrikas, die die Expansion des Islam als christlicher Staat überlebte. Seit 1974 ist das Christentum allerdings nicht mehr die Staatsreligion von Äthiopien.
Die Religionsfreiheit ist in der Verfassung von 1995 vorgesehen, und die Religionsfreiheit wurde auch in den Verfassungen von Äthiopien von 1930 und 1955 garantiert, obwohl dieses Prinzip in bestimmten Gegenden in der Praxis nicht immer eingehalten wird. Die Diskriminierung von Muslimen ist seit der Schaffung des modernen Äthiopien weit verbreitet. Muslime wurden in der Ära von Haile Selassie an den Rand gedrängt. Haile Selassie kam tatsächlich an die Macht, als die Opposition gegen Muslime in Regierungspositionen zunahm. Der US-Botschafter David H. Shinn erklärte 2005, dass die äthiopische Führung weiterhin weitgehend christlich sei.
Religion in Äthiopien nach Region
| Region            | 1994     | 2007     | 1994                 | 2007                 | 1994         | 2007         | 1994       | 2007       | 1994    | 2007    | 1994            | 2007            | 1994     | 2007     |
| Region            | Christen | Christen | Äthiopisch-Orthodoxe | Äthiopisch-Orthodoxe | Protestanten | Protestanten | Katholiken | Katholiken | Muslime | Muslime | Volksreligionen | Volksreligionen | Sonstige | Sonstige |
| ----------------- | -------- | -------- | -------------------- | -------------------- | ------------ | ------------ | ---------- | ---------- | ------- | ------- | --------------- | --------------- | -------- | -------- |
| Addis Ababa       | 86,7 %   | 83,0 %   | 82,0 %               | 74,7 %               | 3,9 %        | 7,8 %        | 0,8 %      | 0,5 %      | 12,7 %  | 16,2 %  |                 |                 |          | 0,8 %    |
| Afar              | 4,4 %    | 4,7 %    | 3,9 %                | 3,9 %                | 0,4 %        | 0,7 %        | 0,1 %      | 0,1 %      | 95,6 %  | 95,3 %  |                 |                 |          |          |
| Amhara            | 81,6 %   | 82,7 %   | 81,5 %               | 82,5 %               | 0,1 %        | 0,2 %        |            |            | 18,1 %  | 17,2 %  |                 |                 |          | 0,1 %    |
| Benishangul-Gumuz | 40,6 %   | 46,5 %   | 34,8 %               | 33,0 %               | 5,8 %        | 13,5 %       |            |            | 44,1 %  | 45,4 %  | 13,1 %          | 7,1 %           |          |          |
| Dire Dawa         | 36,7 %   | 28,8 %   | 34,5 %               | 25,7 %               | 1,5 %        | 2,8 %        | 0,7 %      | 0,4 %      | 63,2 %  | 70,9 %  |                 |                 | 0,1 %    | 0,3 %    |
| Gambela           | 71,3 %   | 90,2 %   | 24,1 %               | 16,8 %               | 44,0 %       | 70,0 %       | 3,2 %      | 3,4 %      | 5,2 %   | 4,9 %   | 10,3 %          | 3,8 %           |          | 1,1 %    |
| Harar             | 39,5 %   | 30,8 %   | 38,1 %               | 27,1 %               | 0,9 %        | 3,4 %        | 0,5 %      | 0,3 %      | 60,3 %  | 69,0 %  |                 |                 |          | 0,2 %    |
| Oromia            | 49,9 %   | 48,2 %   | 41,3 %               | 30,5 %               | 8,6 %        | 17,7 %       |            |            | 44,3 %  | 47,5 %  | 4,2 %           | 3,3 %           |          | 1,1 %    |
| Somali            | 0,9 %    | 0,6 %    | 0,9 %                | 0,6 %                |              |              |            |            | 98,7 %  | 98,4 %  |                 |                 | 0,3 %    | 1,0 %    |
| SNNPR             | 65,4 %   | 77,8 %   | 27,6 %               | 19,9 %               | 34,8 %       | 55,5 %       | 3,0 %      | 2,4 %      | 16,7 %  | 14,1 %  | 15,4 %          | 6,6 %           |          | 1,5 %    |
| Tigray            | 95,9 %   | 96,1 %   | 95,5 %               | 95,6 %               |              | 0,1 %        | 0,4 %      | 0,4 %      | 4,1 %   | 4,0 %   |                 |                 |          |          |

## Bildung
Die Bildung in Äthiopien wurde viele Jahrhunderte lang von der Tewahedo-Kirche dominiert, bis die weltliche säkulare Bildung erstmals Anfang des 20. Jahrhunderts eingeführt wurde. Vor 1974 hatte Äthiopien eine geschätzte Analphabetenrate von weit über 90 % und belegte in Bezug auf die Bereitstellung von Schulen und Universitäten, sogar im afrikanischen Vergleich, einen der hinteren Plätze. Nach der äthiopischen Revolution wurde der Schwerpunkt auf die Verbesserung der Alphabetisierung in ländlichen Gebieten gelegt. Praktische Themen wurden ebenso betont wie die Lehre des Sozialismus. Eine breitere Bildung scheiterte allerdings an verbreiteter Kinderarbeit, mangelndem Geld und bewaffneten Konflikten. In den letzten Jahren erlebte das Bildungswesen einen neueren Ausbau und 2015 betrugen die Bildungsausgaben der Regierung 4,7 Prozent des Bruttoinlandsprodukts und hatten einen Anteil von über 27 Prozent an den gesamten Staatsausgaben. Da das nationale Einkommen allerdings sehr niedrig war und die Anzahl der Schüler sehr hoch, waren die Ausgaben pro Schüler sehr niedrig. Klassen sind oft sehr groß und Lehrer häufig unterqualifiziert. Laut Zahlen der Regierung für 2013 besuchen 84,1 Prozent der Mädchen und 87,7 Prozent der Jungen die Grundschule, aber nicht alle Kinder beenden sie auch. Danach erhalten insgesamt 38,4 Prozent eine Sekundarschulbildung. Den tertiäre Bildungssektor wurde auf ehrgeizige Weise ausgebaut und 2018 gibt es im Land 37 Universitäten, während es 1995 nur zwei staatliche Hochschulen in Äthiopien gab. Die Anzahl der Studierenden stieg von 35.000 im Jahre 1995 auf mehr als 757.000 im Jahre 2014.
Viele Grundschulen haben den Muttersprachenunterricht eingeführt, haben jedoch Schwierigkeiten, wenn es um Sprachen kleiner Minderheiten geht. Der Englischunterricht bleibt in den späteren Bildungsjahren ein Problem. Der Zugang von Mädchen zu Bildung wurde verbessert, aber eine frühe Heirat verringert ihre Teilnahme. Das Bildungsniveau von Mädchen wird durch Geschlechterstereotype, Gewalt und mangelnde sanitäre Einrichtungen beeinträchtigt.
Die Alphabetisierungsrate hat in den letzten Jahren zugenommen: Laut der Volkszählung von 1994 betrug die Alphabetisierungsrate in Äthiopien noch 23,4 %. Im Jahr 2007 wurde sie mit 39 % angegeben (Männer 49,1 % und Frauen 28,9 %). Bis 2017 stieg sie weiter auf 51,8 %  (Männer 57,2 % und Frauen 44,4 %).

## Gesundheit

Entwicklung der Kindersterblichkeit in Sub-Sahara Afrika und Äthiopien

Die größten Gesundheitsprobleme Äthiopiens sind übertragbare Krankheiten, die durch schlechte sanitäre Einrichtungen und Unterernährung verschlimmert werden. Knapp die Hälfte der Bevölkerung hat keinen Zugang zu sauberem Wasser und ausreichenden sanitären Anlagen und ein Fünftel ist unterernährt. Diese Probleme werden durch den Mangel an ausgebildeten Ärzten, Krankenschwestern und guten Gesundheitseinrichtungen verschärft. Laut Weltgesundheitsorganisation kommen in Äthiopien 2018 nur 0,08 Ärzte auf 1000 Einwohner. Die geringe Verfügbarkeit von Angehörigen der Gesundheitsberufe mit moderner medizinischer Ausbildung sowie der Mangel an Geldern für medizinische Dienstleistungen führen dazu, dass weniger zuverlässige traditionelle Heiler überwiegen, die häusliche Therapien zur Heilung allgemeiner Beschwerden einsetzten.
Große Unterschiede bestehen in der gesundheitlichen Versorgung zwischen städtischen und ländlichen Gebieten. Die Geburtenraten, Kindersterblichkeitsraten und Sterblichkeitsraten sind in Städten aufgrund des besseren Zugangs zu Bildung, Medikamenten und Krankenhäusern niedriger als in ländlichen Gebieten. Bei der Verbesserung verschiedener gesundheitlicher Indikatoren konnte das Land seit den 1990er Jahren bedeutende Fortschritte erzielen. So stieg die Lebenserwartung von 47 Jahren im Jahr 2000 auf 67 Jahre im Jahr 2018 um knapp 20 Jahre. Die Regierung hat zudem den Zugang zu Familienplanung und Gesundheitseinrichtungen verbessert, auch wenn es noch kein ausreichendes System einer allgemeinen Gesundheitsversorgung gibt. Die Staatsausgaben für Gesundheit betrugen 2017 3,5 Prozent der Wirtschaftsleistung.
2018 waren 1 Prozent der Bevölkerung HIV-positiv (1990 waren es noch 2,8 Prozent). Dies ist eine niedrigere Rate als in vielen anderen afrikanischen Ländern, jedoch höher als der weltweite Durchschnitt. Ein weiteres Gesundheitsrisiko ist die Verbreitung der weiblichen Genitalverstümmelung. Diese kulturelle Praxis wurde 2004 in Äthiopien illegal gemacht. Die männliche Beschneidung wird auch im Land praktiziert, und Berichten zufolge sind mehr als die Hälfte der männlichen Bevölkerung Äthiopiens beschnitten.
Entwicklung der Lebenserwartung
| Zeitraum  | Lebenserwartung in Jahren | Zeitraum  | Lebenserwartung in Jahren |
| --------- | ------------------------- | --------- | ------------------------- |
| 1950–1955 | 34,1                      | 1985–1990 | 46,2                      |
| 1955–1960 | 36,7                      | 1990–1995 | 48,1                      |
| 1960–1965 | 40,1                      | 1995–2000 | 50,7                      |
| 1965–1970 | 42,1                      | 2000–2005 | 53,6                      |
| 1970–1975 | 43,5                      | 2005–2010 | 59,1                      |
| 1975–1980 | 44,3                      | 2010–2015 | 63,7                      |
| 1980–1985 | 43,5                      | 2015–2020 | 65,7                      |

Quelle: UN World Population Prospects

## Migration
Armut, Dürre, politische Unterdrückung und erzwungene Umsiedlung durch die Regierung haben die interne und externe Migration Äthiopiens seit den 1960er Jahren vorangetrieben. Vor der Revolution von 1974 gingen nur wenige Äthiopier ins Ausland, um zu studieren, und kehrten dann nach Hause zurück. Unter dem Derg-Regime flohen jedoch Tausende aus dem Land, hauptsächlich als Flüchtlinge. Zwischen 1982 und 1991 gab es eine neue Migrationswelle in den Westen zur Familienzusammenführung. Seit dem Machtverlust der Derg im Jahr 1991 sind wiederum Äthiopier ausgewandert, um der Gewalt unter einigen der unzähligen ethnischen Gruppen des Landes zu entkommen oder wirtschaftliche Möglichkeiten zu nutzen. Es gibt deshalb eine äthiopische Diaspora in Ländern wie den Vereinigten Staaten, Italien, Schweden, Deutschland, Israel und der Schweiz. Gleichzeitig leben auch ca. eine Million Menschen aus dem Ausland in Äthiopien. Die meisten sind Flüchtlinge aus dem Südsudan, Eritrea und Somalia.